# Richard Bekins
Richard Martin Bekins (Los Angeles, 17 juli 1954) is een Amerikaans acteur.

## Filmografie

### Films
Uitgezonderd korte films.
- 2022 Armageddon Time - als hoofdmeester Fitzroy
- 2021 The Sixth Reel - als Leland
- 2020 Vampires vs. the Bronx - als Markus
- 2020 You're Not Alone - als pastoor Walsh
- 2018 Unintended - als Ron
- 2017 The Only Living Boy in New York - als prominente New Yorker
- 2015 This Summer Feeling - als Peter
- 2012 How We Got Away with It – als Walter
- 2012 Nor'easter – als Richard Green
- 2011 Young Adult – als David Gary
- 2011 The Bleeding House – als Matt
- 2011 Arthur – als kanselier
- 2011 Limitless – als Hank Atwood
- 2009 Julie & Julia – als Houghton Mifflin
- 2009 The Northern Kingdom – als David
- 2009 Split Ends – als Bernie Depper
- 2008 Favorite Son – als coach William Huston
- 2006 United 93 – als William Joseph Cashman
- 2006 Spectropia – als William
- 2005 La fiesta del chivo – als Manuel
- 2004 Messengers – als Dr. Robert Chapel
- 2004 Brother to Brother – als Carl
- 2003 Gods and Generals – als generaal-majoor Oliver Howard
- 1997 Sleeping with the Devil – als ??
- 1991 Billy Bathgate – als Carter
- 1986 George Washington II: The Forging of a Nation – als Alexander Hamilton
- 1982 Model Behavior – als Richie
- 1978 Killer's Delight – als hulpsheriff

### Televisieseries
Uitgezonderd eenmalige gastrollen.
- 2024 The Girls on the Bus - als Fergal P. Richards - 3 afl.
- 2018 The Sinner - als dr. Poole - 2 afl.
- 2015 - 2017 Madam Secretary - als senator Raymond Caruthers - 2 afl.
- 2016 Madoff - als Jeremy Billings - 4 afl.
- 2015 Daredevil - als Parish Landman - 2 afl.
- 2014 Boardwalk Empire - als Theodore Rollins - 2 afl.
- 2010 Rescue Me – als dr. Praskin – 2 afl.
- 2004 One Life to Live – als dr. William Long - ? afl.
- 1979 – 1983 Another World – als Jamie Frame – 112 afl.

## Bron
- (en)   Richard Bekins in de Internet Movie Database

- Biblioteca Nacional de España: XX4900043
- International Standard Name Identifier: 0000 0003 7420 5829
- Library of Congress Control Number: n2007081646
- Virtual International Authority File: 16682409
- WorldCat: E39PBJq74JMVj8D7Wqqw9GC84q